# VM i badminton 2005
Verdensmesterskaberne i badminton 2005 var det 14. VM i badminton. Mesterskabet blev arrangeret af International Badminton Federation (IBF) og blev spillet Arrowhead Pond i Anaheim, Californien, USA i perioden 15. - 21. august 2005. USA var VM-værtsland for første gang.

## Medaljevindere
| Række        | Guld                          | Sølv                         | Bronze                                | Bronze                                  |
| ------------ | ----------------------------- | ---------------------------- | ------------------------------------- | --------------------------------------- |
| Herresingle  | Taufik Hidayat                | Lin Dan                      | Peter Gade                            | Lee Chong Wei                           |
| Damesingle   | Xie Xingfang                  | Zhang Ning                   | Xu Huaiwen                            | Cheng Shao-Chieh                        |
| Herredouble  | Tony Gunawan Howard Bach      | Candra Wijaya Sigit Budiarto | Luluk Hadiyanto Alvent Yulianto       | Chan Chong Ming Koo Kien Keat           |
| Damedouble   | Yang Wei Zhang Jiewen         | Gao Ling Huang Sui           | Zhang Dan Zhang Yawen                 | Lee Kyung-Won Lee Hyo-Jung              |
| Mixed double | Nova Widianto Liliyana Natsir | Xie Zhongbo Zhang Yawen      | Daniel Shirley Sara Runesten-Petersen | Sudket Prapakamol Saralee Thungthongkam |

### Medaljetabel
| Land             | Guld | Sølv | Bronze | Total |
| ---------------- | ---- | ---- | ------ | ----- |
| Kina             | 2    | 4    | 1      | 7     |
| Indonesien       | 2    | 1    | 1      | 4     |
| USA              | 1    | -    | -      | 1     |
| Malaysia         | -    | -    | 2      | 2     |
| Danmark          | -    | -    | 1      | 1     |
| New Zealand      | -    | -    | 1      | 1     |
| Sydkorea         | -    | -    | 1      | 1     |
| Republikken Kina | -    | -    | 1      | 1     |
| Thailand         | -    | -    | 1      | 1     |
| Tyskland         | -    | -    | 1      | 1     |